# Meteor III (du thuyền)
Meteor III là một chiếc du thuyền được đóng ở Hoa Kỳ cho Hoàng đế Đức Wilhelm II. Nó là du thuyền lớn nhất thế giới được chế tạo khi ra mắt vào năm 1902. Du thuyền chủ yếu là dùng để vui chơi nhưng nó còn tham gia vào các cuộc đua. Nó đã được đặt tên thánh bởi con gái của Tổng thống Hoa Kỳ Theodore Roosevelt. Du thuyền đã có tồn tại 40 năm với mười hai chủ sở hữu. Nó bị Hải quân Hoa Kỳ trưng dụng trong chiến tranh thế giới II và cuối cùng được bán phế liệu.

## Lịch sử

Roosevelt phá vỡ chai sâm banh khi tung ra du thuyền Meteor III

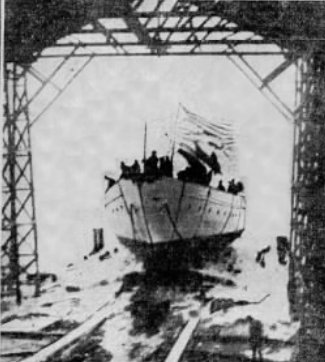
Du thuyền Meteor III rời đi sau lễ đặt tên

Meteor III được thiết kế bởi kiến trúc sư hải quân Archibald Cary Smith, là một phiên bản cải tiến và mở rộng của du thuyền Yampa được đóng bởi Smith cho Chester W. Chapin, một thành viên của Hạ viện Hoa Kỳ ở Massachusetts. Yampa trải qua nhiều chủ nhân và cuối cùng được mua lại bởi hoàng đế Đức. Nó được đổi tên thành Iduna và tham gia vào các du ngoạn nước ngoài. Hoàng đế hài lòng với hiệu suất của Iduna sau đó ông đã đặt hàng với kiến trúc sư hải quân Smith để xây dựng một phiên bản lớn hơn và cải tiến. Du thuyền mới được đặt tên là Meteor III theo kế hoạch mà Hoàng đế đã đặt tên cho thú vui của mình.
Meteor III được xây dựng bởi công ty đóng tàu Townsend-Downey ở đảo Shooters ở thành phố New York và đưa ra ngày 25 tháng 2 năm 1902. Phải mất bốn tháng để tập hợp lại từ những bản vẽ kiến trúc của Smith. Alice Roosevelt, con gái của Tổng thống Hoa Kỳ Theodore Roosevelt, đã chủ trì lễ đặt tên thánh cho du thuyền khi ra mắt. Em trai của Hoàng đế, hoàng tử Henry (Albert Wilhelm Heinrich), đi từ châu Âu đến thành phố New York để tham dự như là đại diện của Kaiser. Hai ngàn khán giả đã có mặt vào lúc 10:30 sáng bao gồm Tổng thống Roosevelt và Hoàng tử Henry.
Roosevelt đã tiến hành lễ đặt tên cho chiếc du thuyền bằng cách đập vỡ một chai sâm banh và phun bọt vào phía vỏ thép của du thuyền. Bà tuyên bố trong một giọng nói rõ ràng, Tôi đặt tên bạn là Meteor (I christen thee Meteor). Bên cạnh bà là Hoàng tử Henry, Tổng thống Roosevelt, và một nhóm khách mời chính thức. Thời gian lúc đó là 10:39 sáng. Khi rượu sâm banh vẫn còn bọt, bà cắt dây giữ du thuyền ở đúng vị trí trên bệ đỡ đỡ bến tàu bằng một cái rìu có ánh bạc. Có một màn bắn súng chào.
Roosevelt vỗ tay vào mũi tàu Kaiser khi nó bắt đầu tách khỏi cột chống đi xuống biển. Tổng thống Roosevelt và hoàng tử Henry cũng làm theo. Một số sĩ quan Đức gần đó cũng làm như vậy, vài người suýt ngã khi mà con tàu tăng tốc. Sau khi nó được đưa xuống nước, một đoạn tin được gửi đến hoàng đế từ hoàng tử Henry thông báo rằng "Con tàu vừa khởi hành rất suôn sẻ. Phu nhân Roosevelt cũng chúc phúc. Con tàu rất đẹp, rất kích thích. Xin chúc mừng." - Heinrich.
Năm 1909, Meteor III được hoàng đế đưa ra để bán. Cuối cùng nó đã được bán cho giáo sư Carl Harries của Đại học Kiel. Tàu được đổi tên thành Nordstern và tham gia vào sự kiện Regatta Kiel. Harries đã mang du thuyền bán vào năm 1921 tại Barcelona, Tây Ban Nha. Nó được bán vào năm 1922 cho Maurice Bunau-Varilla, chủ của tờ báo Paris Le Matin. Năm 1924, Bunau-Varilla bán cô cho Alberto Fassini. Năm 1932, Fassini bán cho ông Gillet, người đã chuyển nó đến Camper và Nicholsons, công ty môi giới du thuyền Anh. Sau khi ra thị trường vài tháng, nó đã được bán cho Francis Lenn Taylor, cha của Elizabeth Taylor. Taylor đã sử dụng nó trong nhiều năm như là một thú vui. Ông ta bán nó cho Sterling Hayden, người đã không hoàn thành hợp đồng tài chính của mình, và nó đã bị lấy lại. Năm 1940, Taylor bán lại cho Gerald S. Foley, người sau này đã bán nó cho David Feinburg. Feinburg bán nó cho Nicholas Allen. Người chủ cuối cùng của chiếc du thuyền mang tên Aldabaran. Hải quân trưng dụng nó trong Thế chiến II để phục vụ và trở thành tài sản của Cơ quan Quản lý Vận chuyển Chiến tranh Hoa Kỳ (WSA).
Du thuyền đã trải qua mười hai chủ sở hữu. Một số chủ sở hữu đã sửa sang du thuyền trong suốt quyền sở hữu của họ. Trong thời gian này, du thuyền đã nhận được động cơ mới, thiết bị vô tuyến và một cột thứ ba. Vào năm 1942, nó được đưa đến Shooters Island bởi Cơ quan Quản lý Vận chuyển Chiến tranh kể từ khi họ sở hữu. Năm 1945, nó đã được bán với giá 2.100 đô la cho John Witte, một người cứu hộ tại đảo Staten. Chiếc du thuyền được mua bởi Witte từ chính phủ Hoa Kỳ, sau đó bán sắt phế liệu vào năm 1946.

## Mô tả
Meteor III có chiều dài tổng thể 161 feet và 120 feet trên mực nước biển và chiều rộng 27 feet. Chiều sâu dưới nước là 15 feet. Khu vực buồm là 11.612 feet vuông. Giá của nó là 150.000 đô la. Meteor III là chiếc du thuyền lớn nhất thế giới khi được làm cho hoàng đế. Hoàng đế không tham gia thiết kế bố trí thuyền tổng thể mà thuê Smith, nhưng tham gia vào việc sắp xếp nội thất. Các phòng nội thất được ván ghép bằng gỗ gụ và được trang trí theo phong cách Colonial Adams. Meteor III, mặc dù chủ yếu là một thú vui với chỗ ở sang trọng, nhưng đã tham gia vào các sự kiện đua.

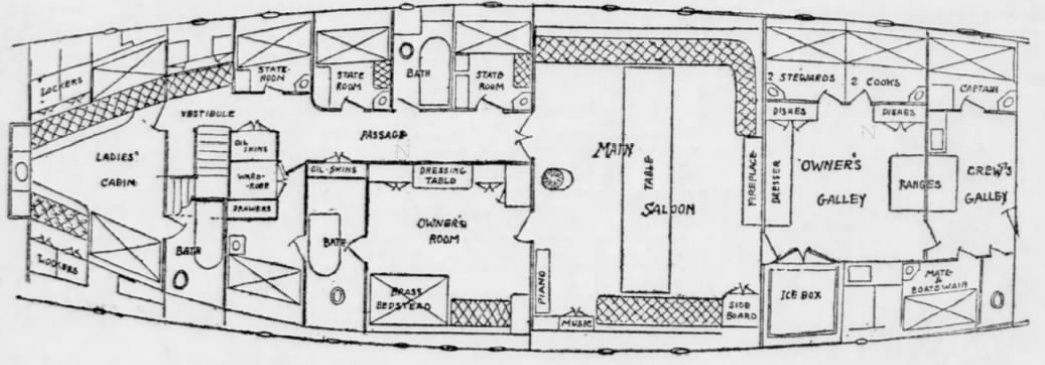
Bản thiết kế Meteor III được thể hiện trong The New York Times, ngày 4 tháng 1 năm 1902